# Prezentyzm (filozofia czasu)
Prezentyzm filozoficzny – pogląd, że ani przyszłość, ani przeszłość nie istnieją. W niektórych wersjach prezentyzmu pogląd ten obejmuje ponadczasowe przedmioty lub idee (takie jak liczby). Według prezentyzmu wydarzenia i byty przeszłe już nie istnieją, a przyszłe jeszcze nie istnieją. Prezentyzm zajmuje stanowisko sprzeczne z eternalizmem i blokową teorią czasu, która utrzymuje, że przeszłe wydarzenia i przeszłe byty naprawdę istnieją, chociaż nie w teraźniejszości.
We współczesnej teorii względności obserwator znajduje się w określonym punkcie czasoprzestrzeni. Różni obserwatorzy mogą nie zgadzać się co do tego, czy dwa zdarzenia w różnych lokalizacjach wystąpiły jednocześnie, w zależności od tego, czy obserwatorzy poruszają się względem siebie (względność jednoczesności), co pozostaje w sprzeczności z prezentyzmem (nie istnieje czas absolutny).